# Ligne Hōjō
La ligne Hōjō (北条線, Hōjō-sen) est une ligne ferroviaire exploitée par la Hōjō Railway dans la préfecture de Hyōgo au Japon. Elle relie la gare d'Ao à Ono à la gare de Hōjōmachi à Kasai.

## Histoire
La ligne est ouverte en 1915 par le chemin de fer Banshū (播州鉄道). Elle est nationalisée en 1943 puis transférée à la Hōjō Railway en 1985.

## Caractéristiques

### Ligne
- Longueur : 13,6 km
- Ecartement : 1 067 mm
- Nombre de voies : voie unique

### Liste des gares
La ligne comprend 8 gares avec une distance moyenne de 1,96 km entre chaque gare. Toutes les gares se trouvent dans la préfecture de Hyōgo.
| Gare                            | Distance entre chaque gare | Distance depuis Ao | Correspondance                                | Localisation |
| ------------------------------- | -------------------------- | ------------------ | --------------------------------------------- | ------------ |
| Ao 『粟生駅』                   | -                          | 0                  | JR West : Ligne Kakogawa Shintetsu : Ligne Ao | Ono          |
| Abiki 『網引駅』                | 3,5                        | 3,5                |                                               | Kasai        |
| Tahara 『田原駅』               | 1,1                        | 4,6                |                                               | Kasai        |
| Hokkeguchi 『法華口駅』         | 1,5                        | 6,1                |                                               | Kasai        |
| Harima-Shimosato 『播磨下里駅』 | 1,9                        | 8,0                |                                               | Kasai        |
| Osa 『長駅』                    | 1,8                        | 9,8                |                                               | Kasai        |
| Harima-Yokota 『播磨横田駅』    | 1,6                        | 11,4               |                                               | Kasai        |
| Hōjōmachi 『北条町駅』          | 2,2                        | 13,6               |                                               | Kasai        |

## Matériel roulant
La ligne est parcourue par des autorails de la série Furawa 2000.

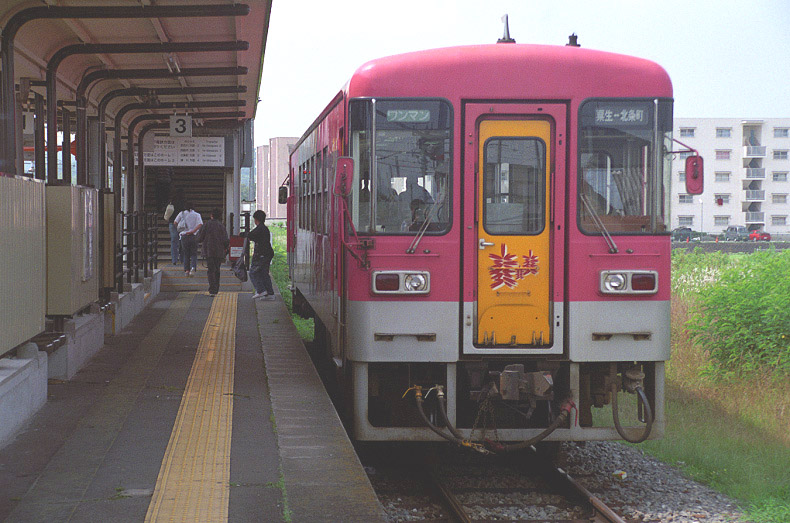
Furana 2000-1
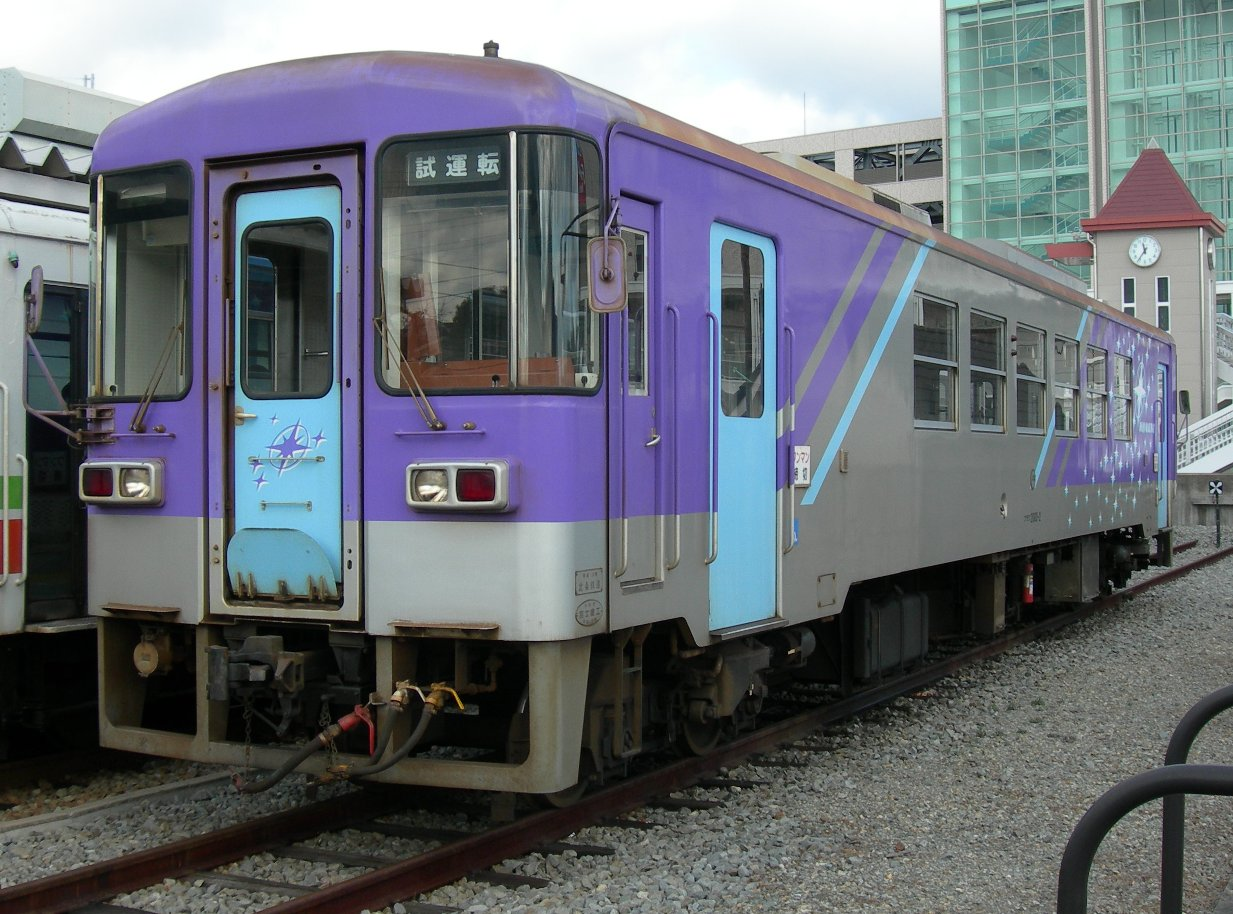
Furana 2000-2
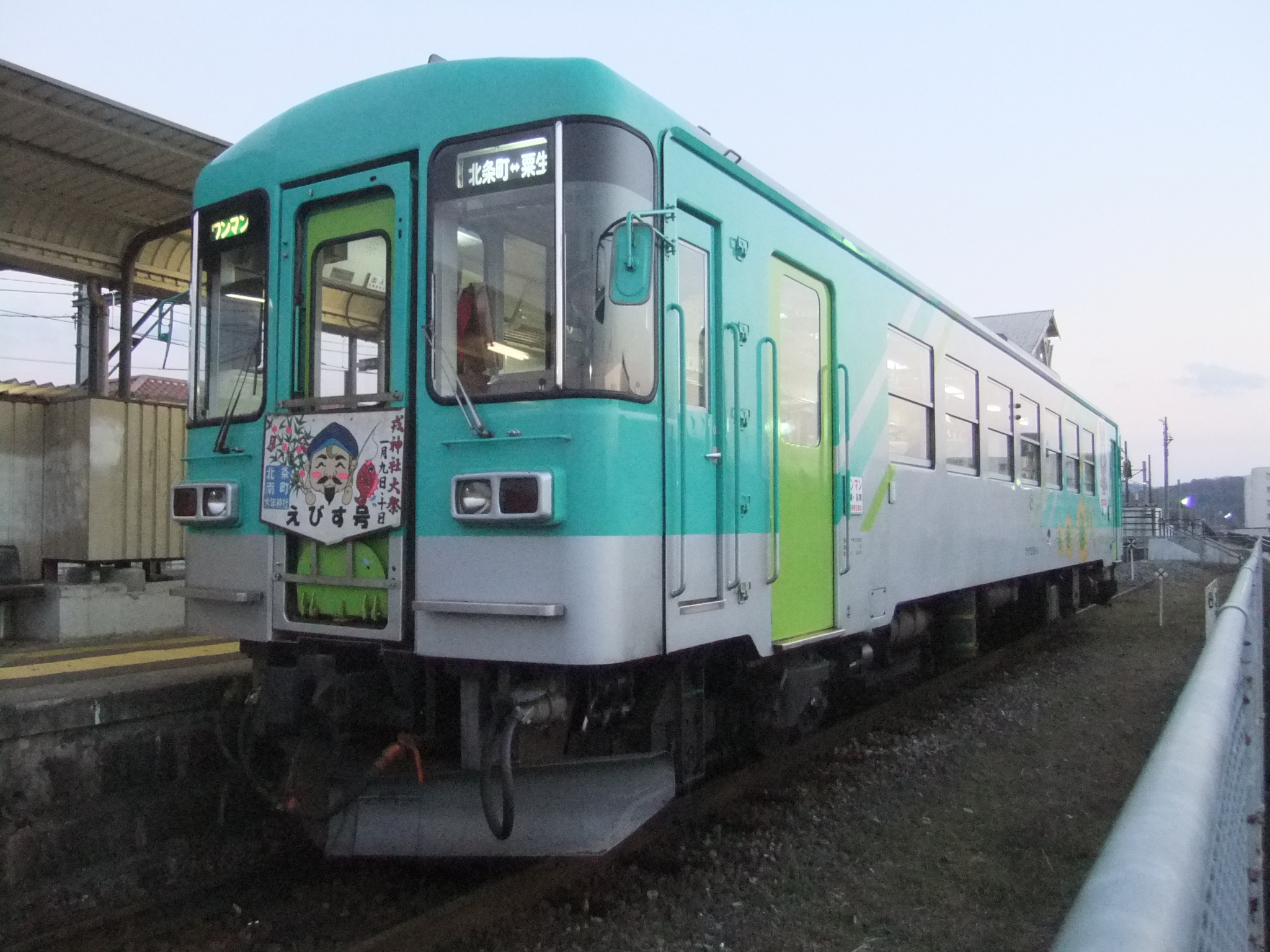
Furana 2000-3